# Walkendorf
Pour les articles homonymes, voir Walken (homonymie).
Walkendorf est une municipalité allemande du land de Mecklembourg-Poméranie-Occidentale et l'arrondissement de Rostock.

## Personnalités liées à la ville
- Adam Gottlob Moltke (1710-1792), diplomate né à Walkendorf.
- Vollrath Lübbe (1894-1969), général né à Klein Lunow.